# El nombre del mundo es Bosque
El nombre del mundo es Bosque (en inglés, The Word for World Is Forest) es una novela corta de ciencia ficción de Ursula K. Le Guin, publicada por primera vez en Estados Unidos en 1972 como parte de la antología Again, Dangerous Visions y luego como un libro separado en 1976, a través de Berkley Books. Forma parte del ciclo de Hain. 
La trama cuenta la historia de una colonia militar que recolecta madera en el planeta ficticio de Athshe, instalada por personas de la Tierra (llamada «Terra»). Los colonos esclavizan a los nativos, completamente carentes de agresividad, y los tratan con dureza. Posteriormente, uno de ellos, cuya esposa fue violada y asesinada por un capitán terráqueo, lidera una revuelta contra sus opresores y logra que huyan de su planeta. Sin embargo, en todo ese proceso, en esta cultura pacífica se introduce la violencia masiva por primera vez.
La novela contiene mensajes anticolonialistas y antimilitaristas muy marcados, que se basan en parte en la reacción negativa de la autora contra la guerra de Vietnam. Trata temas como la sensibilidad ecológica y la conexión entre lenguaje y cultura. Además, toca el asunto de los sueños, que también aparece en su novela La rueda celeste, y también usa la metáfora del bosque como conciencia, que figura en el cuento «Más vasto que los imperios y más lento».
La obra ganó el premio Hugo en 1973 y estuvo nominada a muchos otros reconocimientos. Recibió comentarios positivos de la crítica y los académicos y está considerada como movilizante y dura. Muchos críticos, sin embargo, afirmaron que se compara desfavorablemente con otras obras de la autora, como La mano izquierda de la oscuridad, por su tono polémico y la falta de profundidad de los personajes.

## Contexto

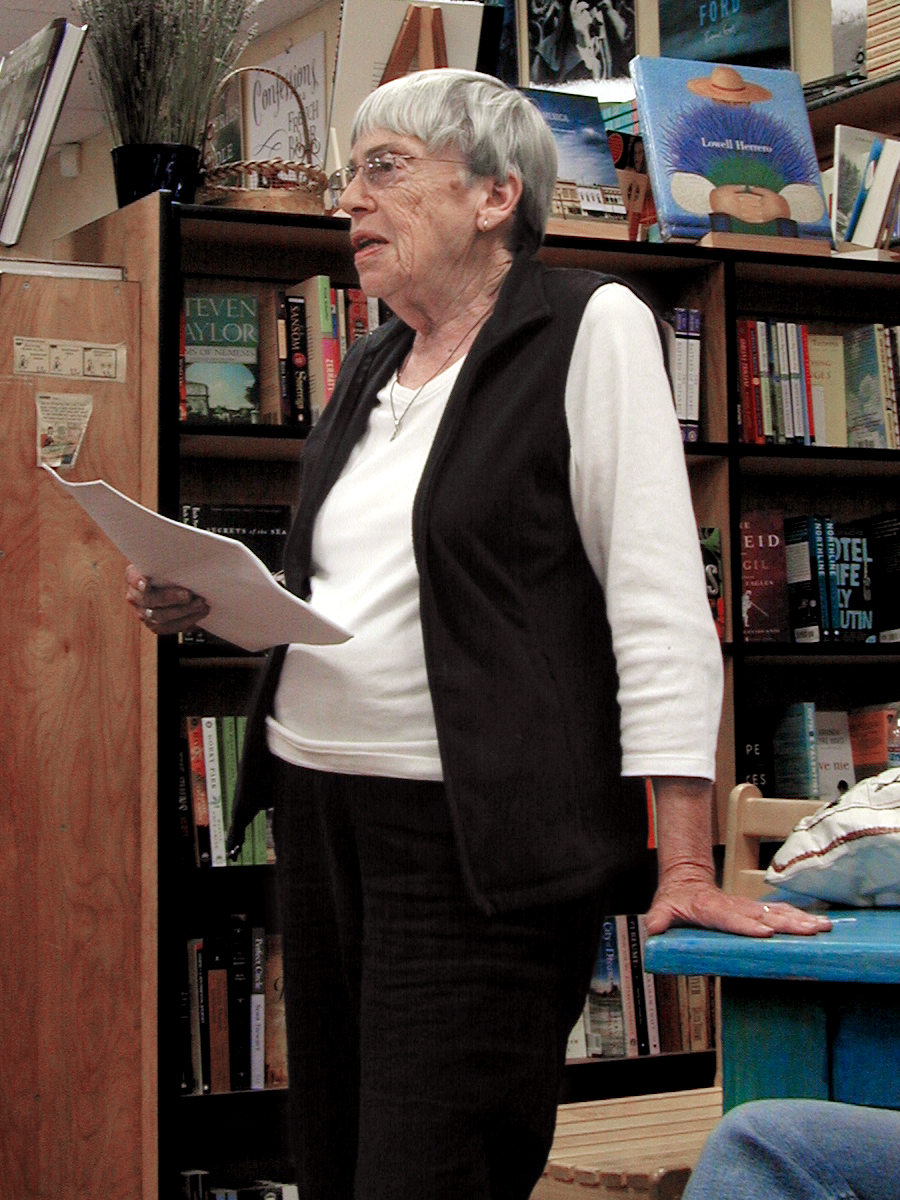
Ursula K. Le Guin en 2008

El padre de Le Guin, Alfred Louis Kroeber, fue antropólogo, y el contexto que este hecho le dio a la autora influyó en todas sus obras. Varios de los protagonistas, como el de La mano izquierda de la oscuridad y El mundo de Rocannon, también son antropólogos o investigadores sociales de algún área. Le Guin emplea el término Ekumen para su alianza de mundos ficticia, también llamada Liga de los Mundos; esta palabra la tomó de su padre y deriva del griego Οἰκουμένη, oikoumene, referido a las culturas de Eurasia que tienen un origen común.
El interés de Le Guin por el taoísmo también influyó en gran parte de su obra de ciencia ficción. Douglas Barbour afirmó que el universo de Hain contiene un motivo de equilibrio entre la luz y la oscuridad, típico de esta filosofía china. Además, también recibió influencias de su interés temprano en la mitología y el contacto que tuvo con la diversidad cultural cuando era niña. Sus protagonistas se interesan con frecuencia en las culturas que investigan y están dispuestos a preservarla en vez de conquistarla. Los escritores que han influido más a Le Guin han sido Víctor Hugo, Lev Tolstoi, Virginia Woolf, Italo Calvino y Lao Tsé.
Le Guin se identificaba con el feminismo y se interesaba en la no violencia y la consciencia ambiental. Ha participado en protestas contra la guerra de Vietnam y el uso de armas nucleares. Estas posturas pueden rastrearse en varias de sus obras de ficción, entre las que se cuenta el ciclo de Hain. Estas novelas exploran los efectos de diferentes sistemas sociales y políticos, aunque la autora prefiere «una sociedad que se gobierne por consenso, una cooperación cultural sin gobierno externo». Su ficción también suele desafiar la representación aceptada de etnia y género.
La novela originalmente se iba a titular «Little Green Men», es decir, «hombrecillos verdes», en referencia al lugar común de la ciencia ficción. En su introducción a la edición de 1976, la autora afirmó que estaba preocupada por la explotación de la naturaleza por parte de los hombres, en nombre de la ganancia económica, y que esta preocupación dirige su historia.

## Ambientación

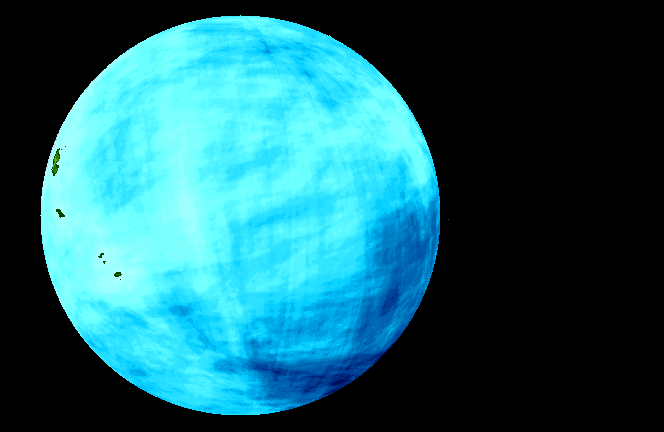
Representación del planeta ficticio de Athshe o Mundo 41, que tiene la mayor parte de su superficie cubierta por aguas..

El nombre del mundo es Bosque está ambientada en el universo ficcional de Hain, que Le Guin presentó en su primera novela, El mundo de Rocannon, de 1966. En esta historia alternativa, los seres humanos no evolucionaron en la Tierra, sino en Hain, y colonizaron muchos sistemas planetarios vecinos, entre ellos Terra (la Tierra) y Athshe, posiblemente un millón de años antes de que tuviera lugar la trama de estas novelas. Los planetas perdieron contacto entre sí, por razones que Le Guin no explica. Tampoco narra la historia entera del universo de Hain de entrada, sino que hace que los lectores la reconstruyan leyendo todas las obras.
Las novelas y otras ficciones que tienen lugar en el universo de Hain relatan los esfuerzos para restablecer una civilización galáctica. Los exploradores de Hain y de otros planetas usan naves interestelares para hacer viajes que demoran años de un sistema planetario a otro, aunque el viaje se acorta debido a la dilatación relativa del tiempo; también existe la comunicación interestelar instantánea gracias al ansible, presentado en Los desposeídos. Por lo menos dos «ideas experimentales» se usan en cada novela; la idea de fondo de que existe un origen común para todas las especies humanoides, y una idea única para cada novela. En El nombre del mundo es Bosque, consiste en la colonización de una cultura pacífica en el planeta Athshe a cargo de una tropa que extrae madera, procedente de Terra. Además, los habitantes de Athshe reconocen como humanos a los terráqueos, pero ellos no lo hacen con los otros, ya que son pequeños y tienen piel verde. Los athsheanos se refieren a los terráqueos como «yumenos», mientras que ellos los llaman a su vez con el término peyorativo de creechees en inglés, o «crichis» en la traducción al español.
Gran parte de la superficie del planeta Athshe, llamada por los colonizadores Nueva Tahití, está cubierta por el océano; la tierra emergente está concentrada en la mitad del hemisferio norte, y antes de la llegada de los terráqueos, estaba enteramente cubierta por bosques. Los conquistadores solo se interesan en extraer madera, porque este recurso se volvió escaso en Terra. La flora y fauna de Athshe es similar a la de Terra, que había sido implantada en el planeta con la primera oleada de colonización. El visitante cetiano también afirma categóricamente que los athshianos y los terráqueos, ya que «todos descendemos de la misma cepa hainiana original».
Físicamente, los athshianos son pequeños, miden alrededor de un metro y están cubiertos de piel fina y verde. Son una comunidad no violenta; en un pasaje, uno de los terráqueos afirmó que «la violación, la agresión violenta y el asesinato no existen virtualmente entre ellos». Tienen una serie de comportamientos que evitan la violencia, como posturas para detener la agresión y el canto competitivo. A diferencia de los terráqueos, los athshianos siguen un patrón de sueño policíclico y sus ritmos circadianos los hacen más activos en el amanecer y el crepúsculo. Por lo tanto, sufren para adaptarse a la jornada laboral de ocho horas impuesta por los terráqueos. Los nativos del planeta son capaces de entrar al estado de sueño de manera consciente y sus sueños los curan y guían sus conductas. Los individuos que pueden interpretar sueños son vistos como dioses entre los athshianos.
En la cronología interna del universo de Hain, los eventos de esta nouvelle le siguen a Los desposeídos, obra en la cual el ansible y la Liga de los Mundos aún no existen. Sin embargo, esta novela se ubica antes de El mundo de Rocannon, en la cual la comunicación telepática entre terráqueos se ve como una posibilidad distante. Los críticos sugieren que El nombre del mundo es Bosque transcurre en 2368 CE, pero Le Guin no dio ninguna fecha precisa.

## Argumento

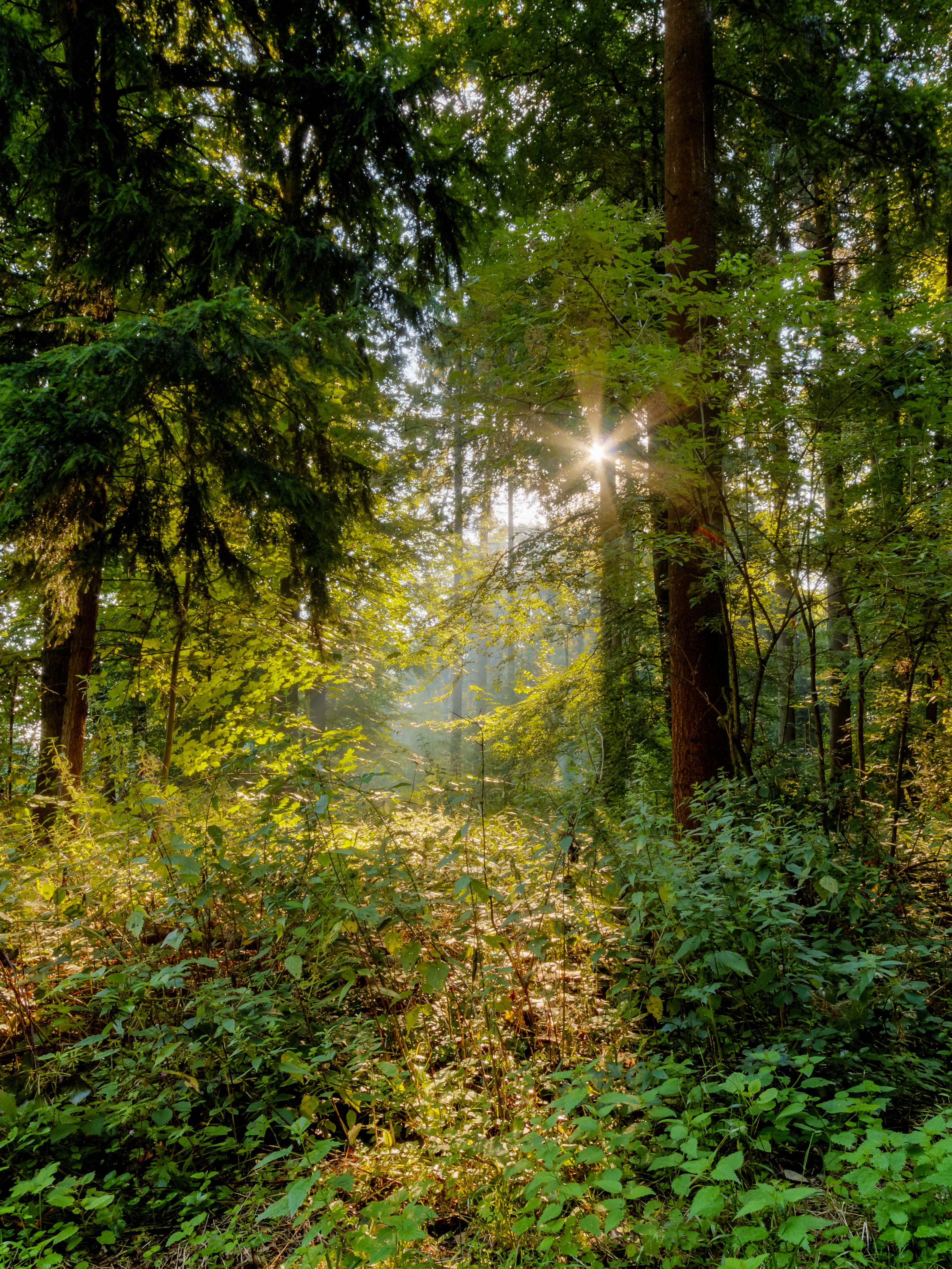
Los athshianos están en comunión profunda con su bosque nativo.

El nombre del mundo es bosque comienza desde el punto de vista del capitán Davidson, el comandante de un campamento maderero llamado Smith. Muchos athshianos son esclavos y sirvientes allí. Davidson viaja a Centralville, la base de la colonia, donde esperaba tener un encuentro sexual con una de las varias mujeres recién llegadas al planeta, mayormente habitado por varones. Cuando el capitán regresa al campamento Smith, descubre que todo había sido quemado y todos los terráqueos estaban muertos. Cuando aterriza para investigar, es apresado por cuatro athshianos. Uno de ellos es Selver, que había sido un sirviente en la base de la colonia, y luego el asistente de Raj Lyubov, el antropólogo de dicho mundo. Unos meses antes del ataque, Davidson había violado a la esposa de Selver, Thele, quien murió en dicho crimen, lo que hizo que el viudo lo atacara. El capitán casi lo mata antes de que Lyubov lo rescate; sin embargo, queda con cicatrices en su rostro, que lo hacen fácilmente reconocible. Los athshianos permiten que Davidson se marche y avise en Centralville que este campamento fue destruido.
Después del ataque, Selver viaja por el bosque durante cinco días antes de alcanzar un asentamiento athshiano, llamado Cadast. Luego de recuperarse de la travesía, le describe a la gente la destrucción de su propio pueblo, Eshreth, a manos de los terráqueos, que luego construyeron su base allí mismo. Además, les cuenta sobre la esclavitud de varios athshianos en los diversos campamentos, así como afirma que los terráqueos están locos, porque no respetan la sacralidad de la vida como hacen los nativos del planeta, y esa es la razón por la cual dirigió el ataque contra el campamento Smith. Luego de un debate, la gente del pueblo envía mensajeros a otros pueblos para compartir la historia de Selver, mientras que él viaja a los cuarteles de los terráqueos.
En Centralville se organiza una investigación sobre la destrucción del campamento Smith, en la que también participan dos emisarios de los planetas Hain y Tau Ceti. Lyubov afirma que los maltratos y la esclavitud de los athshianos fueron la causa del ataque. El coronel Dongh, que dirige la colonia, sostiene que la culpa es de Lyubov, que clasificó a los nativos como no agresivos. Los emisarios afirman que las reglas de la administración colonial de Terra cambiaron desde que Athshe las conoció; por eso, les dan un ansible para que puedan comunicarse instantáneamente con Terra y la administración colonial (ya que, de otro modo, se tardaría veintisiete años en enviar un mensaje). Además, afirman que ahora Terra es parte de la Liga de los Mundos, de la que son enviados. La colonia, entonces, se ve obligada a liberar a todos sus esclavos nativos y a minimizar el contacto con ellos. Davidson es trasladado a un campamento diferente bajo las órdenes de un superior, como castigo por la matanza que organizó. Sin embargo, el capitán transgrede esas órdenes y comanda otros ataques contra pueblos athshianos, sin el conocimiento de los dirigentes.
Después de la conferencia, Lyubov visita el pueblo athshiano que había estudiado. Se encuentra con Selver y espera reconstruir su amistad, pero él lo rechaza y le pide que se aleje del centro del pueblo. Dos noches después, Selver dirige a los athshianos en un ataque masivo hacia Centralville. Aunque evitan conscientemente la casa del antropólogo, él se marcha durante el ataque y es aplastado por un edificio. En el atentado mueren todas las mujeres de la colonia; los hombres sobrevivientes son tomados como prisioneros. Selver les dice que fue una venganza por las matanzas de Davidson en el sur, de las cuales los sobrevivientes no saben nada. Selver afirma que si los terráqueos se quedan en una zona pequeña y evitan los conflictos con los athshianos, los dejarán en paz hasta que venga una nave a llevárselos. Los sobrevivientes aceptan estos términos y solicitan que todos los puestos de combate sean abandonados, también el campamento de Davidson.
A pesar de todo, Davidson desobedece y continúa atacando los pueblos athshianos, también se niega a regresar a Centralville. Luego de unas semanas, los athshianos atacan el campamento de Davidson y capturan a todos menos al capitán y a otros dos hombres, que se escapan en helicóptero. Aunque ellos desean regresar a Centralville, el comandante les ordena regresar y luchar contra los nativos. El helicóptero estalla y Davidson sobrevive, pero es capturado. Selver lo recibe y afirma que él le dio el don de matar, pero que no asesinará a Davidson porque no existe necesidad. Por eso, los athshianos lo abandonan en una isla que quedó desierta debido a la tala de los terráqueos. Tres años después, las naves terráqueas regresan y se llevan a los colonos sobrevivientes; el comandante de las naves afirma que los terráqueos no regresarán excepto como observadores y científicos, ya que el planeta fue prohibido por la Liga de los Mundos. Selver les entrega las investigaciones de Lyubov, que había salvado, a uno de los emisarios, que le dice que los esfuerzos del antropólogo por protegerlos no será olvidado, y que esa obra recibirá la valoración que merece. Selver reflexiona que, aunque el planeta fue rescatado de manos de los terráqueos, su pueblo aprendió la habilidad de matar sin causa.

## Personajes principales

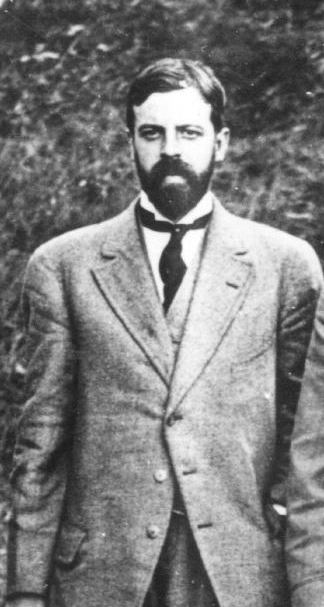
La mirada antropológica es común a toda la obra de Le Guin, por influencia de su padre, Alfred Kroeber.

### Don Davidson
El capitán Don Davidson, al principio de la novela, es el comandante del campamento Smith, y es de ascendencia «eurafricana». Poco antes de los eventos de la trama, Davidson había violado a Thele, la esposa de Selver, que muere durante el crimen. Luego de la destrucción del campamento a manos de dicho jefe y sus compatriotas, Davidson es enviado al campamento Nueva Java, donde dirige las represalias contra los athshianos, en contra de las órdenes recibidas. Posteriormente, los nativos lo capturan y lo abandonan en una isla. 
Davidson es una figura despiadada e indoblegable, que siempre planifica cómo triunfar en un ambiente natural hostil y conquistar a los nativos, a quienes percibe como inferiores. El vocabulario utilizado en los monólogos internos del personaje revela su odio y desprecio hacia personas diferentes de sí mismo. Al principio, su odio se concentra en los athshianos, a quienes considera no humanos y llama «crichis» (en inglés, creechies, que viene de creatures, o sea, «criaturas»). Además, no logra verlos como individuos ni como humanos. De todos modos, su desprecio se extiende hacia las mujeres de la colonia y hacia otros militares, quienes siguen las órdenes del coronel sobre no atacar a los nativos. También expresa su racismo en comentarios sobre Raj Lyubov, el antropólogo con raíces sudasiáticas: «Algunos hombres, especialmente los asiatiformes y los tipos indios, en realidad nacen como traidores». A diferencia de Lyubov y Selver, se trata de un personaje que no tiene conciencia de sí mismo, y cuyo odio y su mentalidad rígida marcan su derrota. Además, rechaza de antemano todo lo que no condice con sus creencias y cree que todo aquel que disiente con él está loco.

### Selver
Selver es el jefe athshiano protagonista de la novela. Antes de que los terráqueos colonizaran su planeta, estaba formándose para ser un soñador en su pueblo, objetivo que no cumplió porque fue esclavizado. Selver, llamado «Sam» por los colonos, al principio es un sirviente en los cuarteles de la colonia, hasta que Lyubov lo toma como intérprete y asistente. Rápidamente entablan un vínculo y ayuda al antropólogo a comprender el idioma athshiano y su método para soñar. Aunque Lyubov quiere ayudar a Selver a escapar, este último no quiere hacerlo porque su esposa, Thele, también es una esclava del campamento. Luego de conocer este dato, Lyubov les permite a ambos encontrarse secretamente en sus oficinas; sin embargo, Thele es violada por Davidson y muere. Selver, furioso, ataca al criminal, que casi lo mata antes de que el antropólogo lo libere en contra de sus órdenes. A diferencia de Davidson, Selver está representado como un individuo altamente sensible e intuitivo. Luego de contarle su historia a otros athshianos, lo ven como un «sha'ab» o dios e interpretan sus experiencias y sueños como un llamado a matar y expulsar del planeta a los terráqueos.

### Raj Lyubov
Raj Lyubov es el antropólogo de la colonia, un erudito que tiene el rango honorífico de «capitán», y tiene ascendencia India. Cuando Selver era un sirviente en el campamento central, él lo toma como asistente y construyen una relación de confianza. Juntos compilan un diccionario de los idiomas atshiano y terráqueo. Cuando Thele es violada y asesinada, Selver ataca a Davidson y Lyubov lo cuida. Durante el ataque a las colonias, Selver le pide a sus compañeros que no se metan con la casa de Lyubov, pero él se va de allí y muere por la caída de un edificio. Mientras agoniza, el antropólogo le advierte a Selver sobre el impacto de asesinar en la sociedad de Athshe. A diferencia de Davidson, Lyubov reflexiona mucho sobre sus acciones y trata de analizarlas con desapego. Su posición contradictoria de ser un oficial de la colonia y a la vez considerar el daño que se le está haciendo a los athsheanos le causa migrañas. Siente culpa por esta situación y está dispuesto a sacrificar su propia reputación para proteger al pueblo nativo. Es uno de los pocos terráqueos que trata como seres humanos a los athsheanos, aunque esto lo hace perder el respeto de sus compañeros.
Como antropólogo, Lyubov es un personaje central a la hora de describir y definir la cultura extraterrestre de Athshe; según la investigadora Patricia Lozano, es quien ve y dice el mundo en esta obra, y por eso tiene tanta importancia. Los capítulos enfocados en Lyubov son un momento para que el lector aprenda sobre la cultura athshiana, como su relación con los sueños o la no violencia. Además, al haber confeccionado un diccionario del habla nativa, Lyubov «es el responsable de restituir al planeta, y por extensión a sus habitantes, su identidad cultural cifrada en su verdadero nombre». Al interactuar con Davidson, que lo desprecia, y con Selver, a quien intenta entender desde su profesión, Lyubov es cuestionado siempre, y eso lo convierte en «el pivote alrededor del cual gira la narración». De todos modos, Le Guin usa a este personaje para profundizar en la pregunta de cuánto puede realmente conocer un antropólogo sobre la cultura que estudia.

## Estilo y estructura

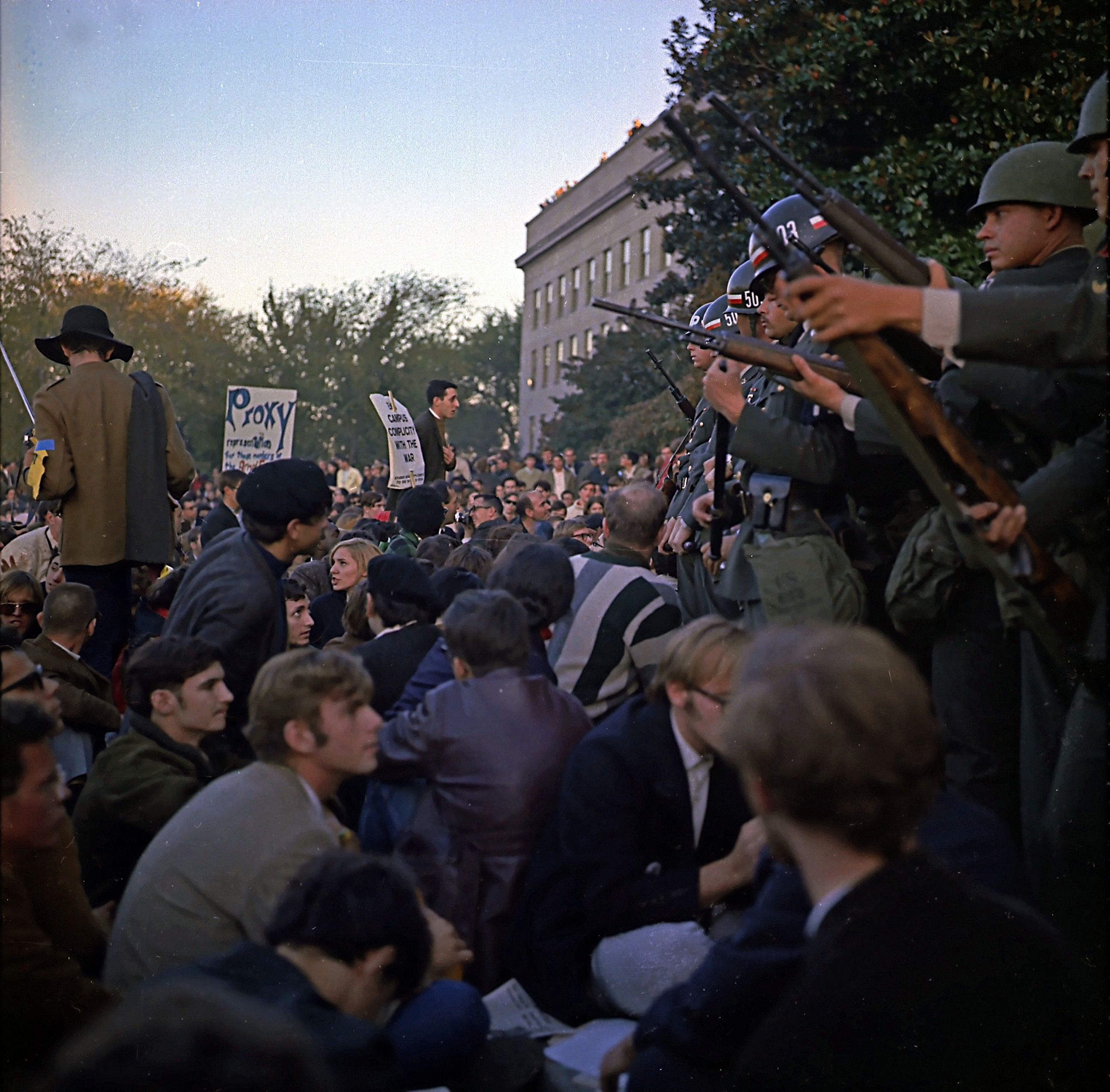
Ursula K. Le Guin estaba en contra de la guerra de Vietnam y de hecho se sumó a movimientos pacifistas.

La novela tiene ocho capítulos, cada uno de ellos narrados desde el punto de vista de cada uno de los personajes principales. Los capítulos 1, 4 y 7 están contados desde la mirada de Davidson; los 2, 6 y 8 están focalizados desde Selver, y Lyubov es la figura central de los 3 y 5. Esta alternancia busca enfatizar las diferencias entre los personajes, además del aislamiento con respecto a sus sociedades. Además, según la doctora en Letras Márgara Averbach, este cambio en la focalización narrativa representa el mestizaje cultural y cómo estas dos culturas se permean mutuamente. Por otra parte, el procedimiento narrativo básico es la hipérbole, en la cual se toma la guerra de Vietnam y se la convierte en un conflicto entre dos planetas.
Las partes de Lyubov y Davidson están narrados desde un punto de vista omnisciente, pero limitado, lo que hace que parezcan monólogos internos. La creencia de Davidson de que los athshianos son inferiores, además de su actitud belicosa hacia el planeta, se presentan directamente ante el lector, junto con las luchas de Lyubov para realizar su trabajo de forma objetiva y a la vez seguir su moral personal. En cambio, los capítulos de Selver sí poseen un punto de vista omnisciente, lo que le permite a Le Guin dar información sobre el planeta y los nativos. Selver no tiene monólogos largos, aunque en sus capítulos también aparecen otros athshianos. El punto de vista de la obra, según Patricia Lozano, está teñido de la mirada antropológica, lo que evita que el ritmo de la obra sea demasiado lento.. En sus palabras: 

«El punto de vista del antropólogo» es un tipo de perspectiva que examina, analiza, registra y compara diferentes culturas, y observa como e interactúan; tratando de entender las diferencias en términos de los valores y supuestos propios de cada cultura, pero afirmando a la vez que esas diferencias se subsumen en la unidad de la especie humana. [...] Son los saberes, y los modos de ver de Lyubov, el antropólogo destinado por la administración colonial terrestre para estudiar e informar sobre la población autóctona, los que originan y modelan, predominantemente, «el punto de vista del antropólogo».

Aunque la novela presenta una guerra desde una postura antibelicista, no describe las batallas, los planes ni la estrategia. Por el contrario, gran parte de la acción ocurre fuera de las páginas, y la obra se concentra en las decisiones que se toman en las mentes de los personajes principales acerca del conflicto. El lenguaje que se utiliza en cada capítulo varía según el personaje, para revelar su opinión sobre los eventos del libro. Los monólogos de Davidson están plagados de lenguaje despectivo; los athshianos son nombrados con el término «crichi», las mujeres son el ganado humano, entre otros ejemplos.
Le Guin, unos años más tarde, afirmó que estaba disconforme con el tono «estridente» de la novela. La guerra de Vietnam la había afectado, pero se encontraba en Londres cuando escribió este libro, separada del movimiento pacifista del que era parte cuando vivía en Oregón. En estas circunstancias, El nombre del mundo es Bosque era lo que la autora consideró «un sermón». Afirmó que escribir esta obra fue como «transcribir el dictado de un jefe con úlceras», que ella quería escribir sobre bosques y sueños, pero que ese «jefe» la hizo escribir sobre la destrucción ecológica. Charlotte Spivack mencionó que el libro es una «obra llena de ira», que termina con frustración y desesperanza.

## Temas y relaciones con otras obras

### El universo de Hain

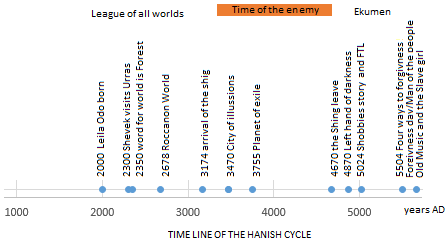
Línea del tiempo del ciclo de Hain de Ursula K. Le Guin, donde se ubican los eventos de la novela

De modo similar a otras obras de historia futurista, como las de Isaac Asimov, los textos de Le Guin ambientados en el universo de Hain exploran la idea de una sociedad humana que se expande en la galaxia. Libros como Los desposeídos, La mano izquierda de la oscuridad y El nombre del mundo es Bosque también investigan los efectos de otros sistemas sociopolíticos; de hecho, las últimas novelas sobre el universo de Hain desafían las ideas contemporáneas sobre el género, las diferencias étnicas, el valor de las posesiones y la relación que los humanos establecen con la naturaleza.
A diferencia de otros planetas del universo de Hain, la relación entre Athshe y la Liga de los Mundos es ambigua. Mientras que con otros, tales como Gethen en La mano izquierda de la oscuridad, la integración con Hain es positiva, Athshe cambia para mal a causa de los taladores de árboles, ya que ellos enseñan a los nativos a matarse entre sí. La Liga decida aislar a Athshe y limitar su contacto con él, lo cual tiene connotaciones ambivalentes.

### El tiempo
La investigadora María Laura Hernández analizó el tiempo en esta obra de Le Guin. Para eso tomó como marco teórico la noción de tiempo posmoderno, que consiste en un recorrido espiralado, donde se transita esta dimensión de forma lineal y circular a la vez, y también la noción del tiempo en zigzag de Frederic Jameson, que es un «no-tiempo» donde las dimensiones se van superponiendo y el sujeto vive todas a la vez, dentro de la globalización. El tiempo en el que viven normalmente los athshianos, que consiste en alternancias de sueño y vigilia, es cíclico porque está conectado con la naturaleza y sus movimientos; mientras que los colonizadores viven un tiempo lineal, con sus jornadas laborales de ocho horas. Cuando Selver aprende a matar, pasa de su tiempo cíclico a un tiempo en zigzag, donde debe habitar todas las dimensiones a la vez. Además, luego de la guerra, la civilización entera de Athshe pasa a vivir un tiempo espiralado, ya que si bien retoman sus ciclos, sucedió un evento que transformó su cultura. De esta forma, la novela podría ser considerada un palimpsesto, una obra posmoderna, donde los seres que añoran la paz se ven forzados a vivir en guerra.

### Idioma y comunicación
El idioma y las barreras lingüísticas son un tema central en la novela, cosa que ya se revela en su título: El nombre del mundo es Bosque. A diferencia de otras novelas de Hain, esta muestra una brecha comunicativa que los protagonistas nunca logran salvar. Los nativos y los taladores tienen idiomas que reflejan sus percepciones sobre la realidad, pero no pueden encontrar un idioma en común. En athshiano, la palabra «Athshe» significa «bosque» y «mundo», lo que muestra la conexión tan íntima que los nativos tienen con su bosque y su planeta. Lyubov menciona que los athshianos creen que la sustancia de su mundo no es la tierra, sino el bosque. El lenguaje empleado en las conversaciones de los athshianos revela su interconexión y dependencia de su ecosistema, ya que emplean metáforas relacionadas al bosque.
De manera similar, la palabra athshiana para «sueño» es la misma que significa «raíz». Los athshianos aprendieron a ejercer cierto control sobre sus sueños, y sus acciones se orientan por sus experiencias oníricas y sus pensamientos de vigilia. Por lo tanto, sus sueños los mantienen enraizados, cosa que se demuestra en su uso del lenguaje. Además, el término que significa «dios» también es «traductor», lo que ilustra el rol que tienen los dioses en su sociedad, es decir, interpretar y traducir los sueños en acciones.

### Sueño y vigilia
Esta novela comparte el tema de los sueños con La rueda celeste. Suzanne Reid afirma que El nombre del mundo es Bosque estudia la fuente y el efecto de los sueños. Los athshianos pueden controlar a voluntad sus sueños; esto les permite acceder a su subconsciente de una forma en la que los terráqueos no son capaces. Además, siguen un patrón de sueño policíclico con períodos de 120 minutos, lo que hace imposible que se adapten a la jornada laboral de ocho horas impuesta por los terráqueos. Su sueño no se restringe a cuando están durmiendo, sino que los adeptos pueden soñar durante el estado de vigilia. Las visiones de sus sueños dirigen y forman su comportamiento consciente, lo que Selver describe en estos términos: «Equilibrar tu cordura [...] con el doble soporte, el delicado equilibrio entre la razón y los sueños; una vez que hayas aprendido esto, no puedes desaprenderlo, así como no puedes desaprender el pensar».
Los líderes entre los athshianos son los mejores soñadores y consideran que los individuos capaces de interpretar sueños son dioses. La palabra athshiana para «dios» es la misma que para «traductor», lo cual muestra el rol que tienen las deidades en esta sociedad. Spivack menciona que Selver se convierte en un dios durante los eventos de la novela, pero su interpretación de los sueños es negativa, ya que les enseña a los nativos cómo matar.
Los athshianos perciben a los terráqueos como locos, en parte por la desconexión entre la conciencia, el pensamiento racional y los impulsos subconscientes. El frecuente uso de los alucinógenos por parte de los terráqueos es lo más cerca que están de comprender su propio subconsciente. El equilibrio psicológico dentro de sí mismos es lo que hace que los atshianos puedan vivir en armonía con su ecosistema.
El crítico Ian Watson afirma que el bosque athshiano es una metáfora de la conciencia en la novela. Los terráqueos, distanciados de su propio subconsciente caótico, le temen al bosque y buscan destruirlo. Los nativos, en cambio, están integrados con él ya desde el inconsciente. Además, el bosque es una consciencia colectiva athshiana. Aunque el bosque no tenga una consciencia propia, Le Guin sí explora esta idea en el cuento «Más vasto que los imperios y más lento», que tiene muchos paralelismos con esta novela.

### Anticolonialismo y guerra
Le Guin se ha opuesto con fuerza a la guerra de Vietnam, una reacción que se revela en gran parte del tono de la novela, que es áspero y contundente, en contra de las acciones militares de Estados Unidos en dicho país. La tensión entre la violencia y la no violencia es parte de la dialéctica de la obra, una tensión constante entre opuestos. En gran parte de la obra, el ejército terráqueo controla la colonia, a pesar de las buenas intenciones de Raj Lyubov. Davidson es el ejemplo más destacado de la opresión del gobierno militar. Se observan también paralelismos entre los colonos terráqueos y la intervención de Estados Unidos en Vietnam; el tono antiintervencionista de la novela es muy diferente al de otras novelas de ciencia ficción que tocan el tema de la guerra, publicadas en ese momento. Por ejemplo, el uso de drogas entre los soldados estadounidenses en Vietnam está representado con los alucinógenos entre los terráqueos, que era lo normal en la colonia.
Por el contrario, los athshianos están representados como un pueblo de un pacifismo y una carencia de agresión innatos, al menos al comienzo de la novela. Las violaciones y los asesinatos son desconocidos en el planeta. Además, habían adoptado una serie de conductas para evitar la violencia; por eso, cuando Selver logra capturar a Davidson luego del ataque en el campamento Smith, no puede matarlo, a pesar del odio que siente hacia él. Selver pasa mucho tiempo reflexionando sobre los efectos que la violencia tendría en su cultura, pero recurre a ella, pese a su ética, con el fin de salvar su civilización. Los otros athshianos comparten su visión: uno de los ancianos le dice que hizo lo que tenía que hacer, aunque eso fuera incorrecto.
El nombre del mundo es Bosque también discute la idea del colonialismo: los terráqueos son ciegos ante la cultura de los athshianos y están convencidos de que ellos mismos son una civilización más avanzada. Le Guin también cuestiona la preferencia metafórica de Occidente por la luz pura, opuesta a las sombras, más profundas y complejas.
La crítica también estudió los parecidos entre la novela y la guerra de Vietnam real, más allá de la conexión de los nativos con la naturaleza y las motivaciones de los invasores. Por ejemplo, que los athshianos vivan bajo tierra, el uso de helicópteros, los túneles, la guerrilla, uso de sustancias químicas, la violación de mujeres, el secretismo, las matanzas en campamentos, entre otras similitudes.

### Mirada ecológica

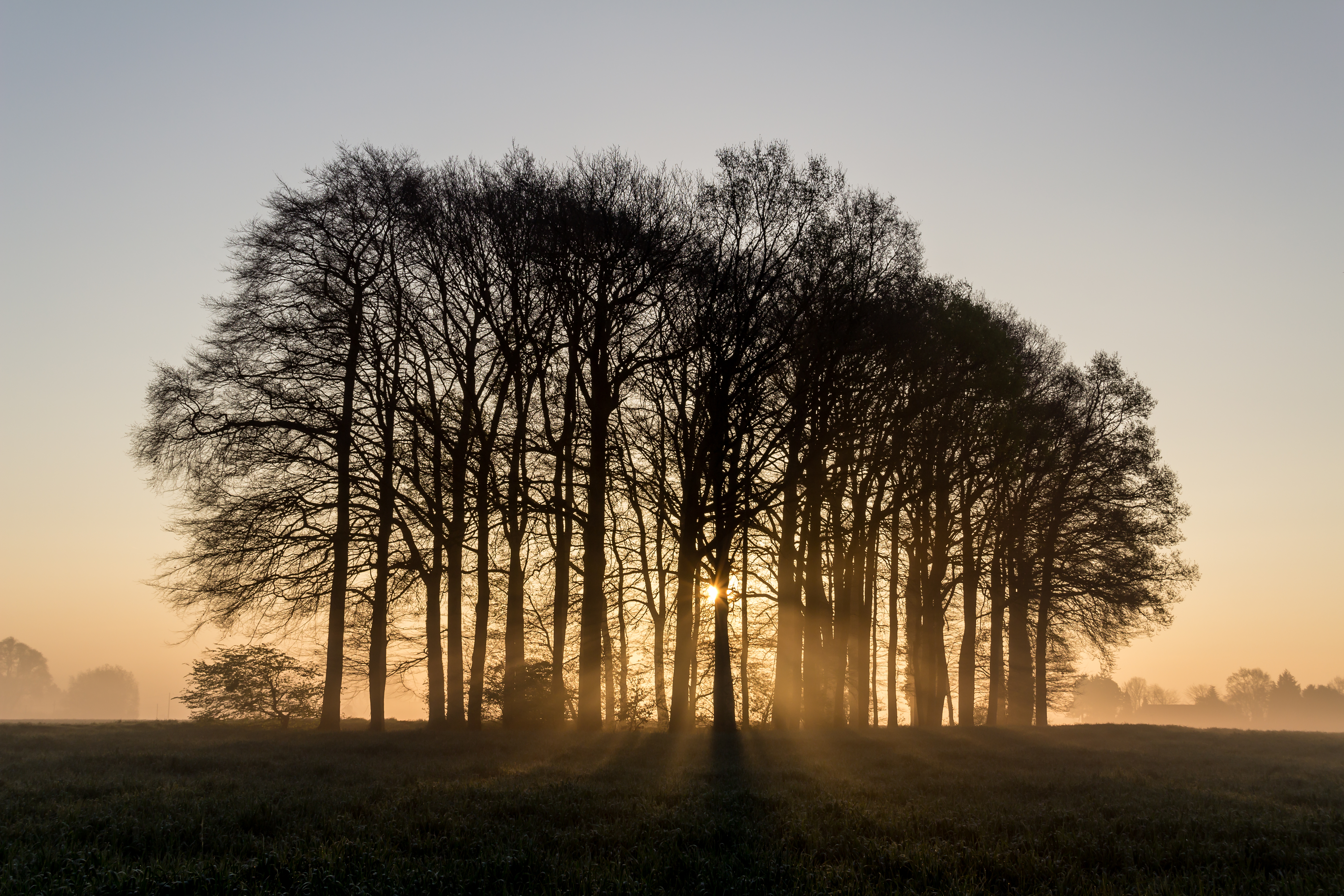
Uno de los temas fundamentales de la obra es la consciencia ecológica.

A lo largo de la novela, Le Guin presenta un contraste entre la forma athshiana de integrarse con la ecología del planeta y la manera terráquea de destruirla. Los nativos poseen una sociedad descentralizada, que no daña el ecosistema para sostener su economía. Los colonos, en cambio, han casi destruido su planeta por agotar sus recursos naturales, y por eso han llegado a Athshe a tomar los suyos. Los terráqueos tienen una forma utilitaria de ver el bosque, es decir, como madera para enviar a Terra y como tierras para transformar en granjas. Las viviendas y pueblos athsianos, además, se construyen de tal forma que se integran con el ambiente: 

Ningún camino era claro, ninguna luz pura, en el bosque. En el viento, en el agua, en la luz del sol, en la luz de las estrellas, siempre entran las hojas y las ramas, los troncos y las raíces, lo sombrío, lo complejo. Pocos caminos se ven bajo las ramas, entre los troncos, sobre las raíces: no avanzan recto, sino que se doblan con cada obstáculo, escurridizos como nervios...

Esta descripción no solo une a los athshianos con su entorno, sino que le da prioridad al bosque sobre el resto del ecosistema. Los clanes athshianos reciben sus nombres de los árboles y su estructura social descentralizada refleja la naturaleza. Para los nativos, tener salud mental implica estar en contacto con las raíces, es decir, con su entorno natural. Al contrario, las conductas de los terráqueos, como las violaciones y los asesinatos, se atribuyen a haber abandonado sus raíces. En athshiano, la palabra «bosque» también significa «mundo», lo que revela la dependencia de los athshianos con su ambiente. La ignorancia de los terráqueos con respecto a la ecología hizo que una de las islas del archipiélago perdiera su vegetación y estaba dañando el resto del mundo. Davidson cree que el bosque es un desperdicio de espacio y desea convertirlo en tierra para granjas.
El contraste entre los terráqueos y los athshianos en este ámbito es uno de los máximos ejemplos de la estructura dialéctica en la novela, es decir, la comparación entre opuestos. En la historia, los athshianos viven en equilibrio con el mundo, mientras que los terráqueos lo rechazan. Además, los primeros son un pueblo amable, al contrario de los terráqueos, violentos.
Los tres personajes principales, Selver, Lyubov y Davidson, según la crítica, representan tres actitudes históricas hacia la naturaleza. Davidson representa el machismo de los primeros exploradores, que le temían y querían vencerla. Lyubov tiene un enfoque más positivo, pero romantizado, mientras que Selver y los athshianos son capaces de vivir en armonía con ella.
Por otro lado, existen lecturas de la novela que la relacionan con la biopolítica, junto con el cuento «Más vasto que los imperios y más lento», porque los colonizadores usan a Athshe como fuente de abastecimiento, no solo por los recursos naturales, sino por los recursos humanos. Por esa razón, según la investigadora Paula Fleisner: 

El nombre del mundo es Bosque [...] puede ser leída como la explicitación de un paradigma biopolítico interestelar en el que la autoridad se hace cargo ya no solo de la vida biológica de los individuos humanos (tal como lo teorizara Foucault) sino también de todo lo existente para su transformación en «recurso natural» y garantizar de este modo la producción y reproducción de la forma de existencia humana capitalista.

## Publicación y recepción

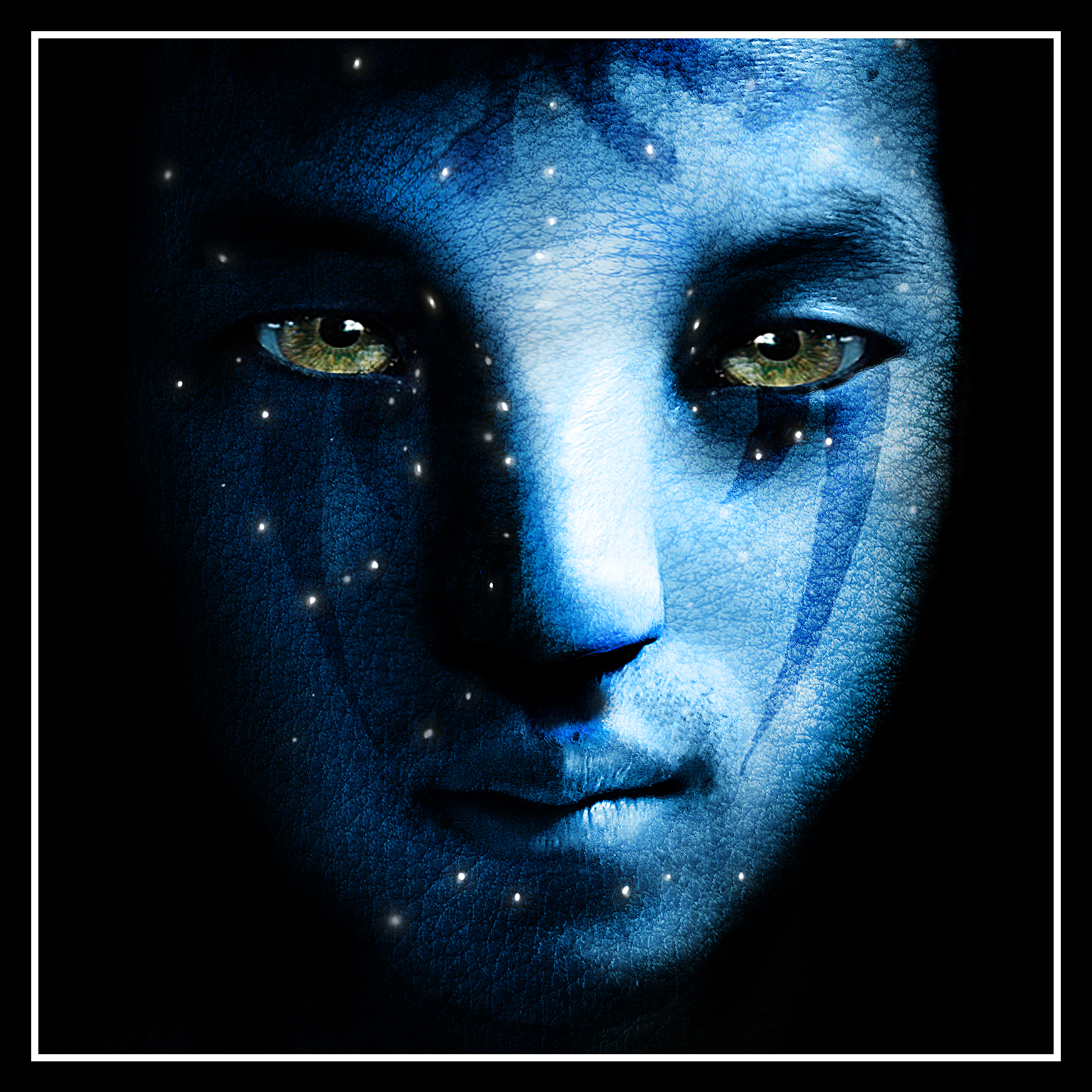
La crítica asoció la película Avatar (2009) con El nombre del mundo es Bosque, publicada décadas antes de su estreno.

El nombre del mundo es Bosque se publicó originalmente en el volumen Again, Dangerous Visions en 1972, editado por Harlan Ellison. Este tomo pretendía ser una colección de cuentos nuevos y originales de autores que formaban parte de la «nueva ola» de la ciencia ficción. Posteriormente, la novela corta fue reimpresa en un único libro; la primera vez fue en 1976, por medio de Berkley Books. Fue nominada para los premios Nebula y Locus en la categoría de nouvelle y ganó el premio Hugo en 1973. También fue finalista del premio Nacional del Libro en 1976.
En español, la primera traducción data de 1979 y se publicó a través de la editorial Minotauro. En España, se publicó bajo el mismo sello por primera vez en 1986 y, como en todos los casos, la traducción estuvo a cargo de Matilde Horne. Volvió a editarse en 1989, esta vez con ilustraciones de Julio Vivas. En 2002 salió, en Barcelona, otra edición, pero esta vez de bolsillo y con tapa blanda. En 2008, apareció una compilación llamada Los mundos de Ursula K. Le Guin, donde esta novela apareció junto con Los desposeídos y La mano izquierda de la oscuridad, entre otras obras. En 2022, se volvió a reeditar el libro bajo el sello de Minotauro, luego de haber hecho lo mismo con otras obras de Le Guin.
La nouvelle recibió atención constante por parte de la crítica desde que fue publicada, al igual que «Más vasto que los imperios y más lento», con el que suele ser comparada. Tuvo reseñas positivas de los comentaristas y los académicos, aunque muchos remarcaron que no fue la mejor obra de Le Guin. Kirkus Reviews afirmó que el libro era «menos Le Guin, pero generalmente sorprendente», y Carol Hovanec lo llamó «breve pero impresionante». Suzanne Reid afirmó que la novela era «profundamente emotiva e impactante de a ratos». Esta obra presenta el contraste entre el bien y el mal de forma explícita, a diferencia de otras del ciclo de Hain como La mano izquierda de la oscuridad o Los desposeídos, lo que hace que este texto sea menos complejo.
Charlotte Spivack comentó que, si bien la novela estaba «escrita con habilidad y concebida con creatividad», su estilo «polémico» la hizo un logro literario inferior comparado con muchas obras de Le Guin. Afirma que, a diferencia de otros personajes de la autora como George Orr y el Dr. Haber en La rueda celeste, varios personajes de El nombre del mundo es Bosque, como Davidson, existen únicamente como estereotipos unidimensionales. Describió el estilo como «emotivo y apabullante», pero afirmó que, como la novela fue escrita a modo de reacción ante la guerra de Vietnam, «no estaba pensada como entretenimiento».
También recibió atención por parte de la crítica hispanoparlante. En su reseña para Criterio, Christopher Tribble menciona que es «engañosamente corto» porque en su trama logra representar lo horrible del colonialismo, llama a Davidson «una especie de Rambo fascista y paranoico» y, además, destaca que Le Guin muestra el peligro de los seres humanos, en este caso los verdaderos extraterrestres. En un breve artículo sobre una fotografía donde se ve el proceso de reciclaje, Noelia Rivero, de La Nación, hace una comparación de Athshe con el mundo real: «Un futuro con una Tierra sin un solo árbol y cuyos habitantes se alimentan apenas de derivados de la soja, siempre». Infobae hizo una breve reseña de esta novela en el contexto del estreno de la secuela de Avatar (2009), Avatar: The Way of Water (2022). En ella, menciona que la crítica que Le Guin hizo del colonialismo, de la falta de cuidado con el medio ambiente y del racismo «podría seguir aplicándose». Además, llama a la novela «una historia maravillosa que pone en discusión conceptos como el salvajismo, el abuso y la falta de empatía» y menciona que es una de las mejores obras de la autora.

## Similitudes conAvatar
Varios críticos han señalado que la película Avatar (2009) tiene relación con la trama de El nombre del mundo es Bosque. Algunas de las similitudes señaladas incluyen la idea de que los recursos de la Tierra se acabaron, la propuesta de explotar los recursos de otros planetas, la población nativa que vive en armonía con el mundo y la rebelión de esta civilización contra los colonos humanos. Aunque la crítica haya notado que la relación entre la película y la novela es obvia, James Cameron nunca citó a esta obra como influencia para Avatar. Una diferencia fundamental es el rol de los humanos «buenos» en ambas historias: Raj Lyubov en la novela, Jake Sully y los científicos en la película. Si bien Lyubov parece un humano sensato y colabora para mediar entre los athshianos y la humanidad, no es el salvador de los nativos y, de hecho, ni siquiera sobrevive para ser reconocido por esto. Además, en la obra literaria, las acciones militares les parecen a Selver y su pueblo una adición desafortunada, pero necesaria en su cultura, que podría llegar a destruir su forma de vida. En cambio, en Avatar, se tiene una visión menos crítica de la guerra. En la introducción del segundo volumen de Hainish Novels and Stories, la autora menciona las similitudes de su narración con «una película de alto presupuesto muy exitosa» que «invierte completamente la premisa moral del libro, ya que presenta el problema central y sin resolución del libro, la violencia masiva, como una solución» y afirma: «Estoy contenta de no tener nada que ver con ella».

## Obras citadas
- Averbach, Márgara (2014). «Ciencia ficción blanda, fantasía e historia: Ursula K. Le Guin y Lois McMasters Bujold». Espaço Plural. pp. 91-106. ISSN 1981-478X.
- Barnhill, David (2010). «Spirituality and Resistance: Ursula Le Guin's The Word for World is Forest and the Film Avatar». Journal for the Study of Religion, Nature and Culture 4 (4): 478-498. doi:10.1558/jsrnc.v4i4.478.
- Cummins, Elizabeth (1990). Understanding Ursula K. Le Guin. Columbia, Carolina del Sur: University of South Carolina Press. ISBN 0-87249-687-2.
- «The Word for World is Forest». Internet Speculative Fiction Database. Consultado el 16 de enero de 2023.
- Hernández, María Luisa (2018). «Paradigmas temporales en El nombre del mundo es bosque de Ursula K. Le Guin». Supersonic 11: Especial Ursula K. Le Guin (Málaga: Cerbero). pp. 296-301. ISBN 978-84-948670-5-7.
- Hovanec, Carol P. (1989). «Visions of Nature in The Word for World is Forest: A Mirror of the American Consciousness». Extrapolation 30 (1): 84-92. doi:10.3828/extr.1989.30.1.84.
- Fleisner, Paula (2018). «Amor vegetal y biopolítica de las estrellas. Una filosofía de la vegetalidad a propósito de Ursula K. Le Guin». Confines. Buenos Aires. pp. 234-242. ISSN 1514-044X.
- «1973 Hugo Awards». The Hugo Awards. Archivado desde el original el 11 de noviembre de 2010. Consultado el 12 de abril de 2011.
- «The Word for World is Forest». Kirkus reviews. 1 de abril de 1976. Consultado el 23 de agosto de 2016.
- Le Guin, Ursula K. (1976). The Word for World is Forest. Nueva York: Berkley Publishing Corporation. ISBN 0-425-07484-6.
- Le Guin, Ursula K. (2022). El nombre del mundo es Bosque (Matilde Horne, trad.). Buenos Aires: Minotauro.
- Le Guin, Ursula K. (2017). Hainish novels & Stories. Nueva York: The Library of America. ISBN 9781598535396.
- Lozano, Patricia (2011). «La palabra del antropólogo es la palabra que nombra al mundo: Construcción de la cultura alien en El nombre del mundo es bosque de Ursula K : Le Guin». Actas (UNLP. FAHCE. Centro de Literaturas y Literaturas Comparadas).
- «The Locus Index to SF Awards: 1973 Nebula Awards». Locus Magazine. Archivado desde el original el 6 de septiembre de 2012. Consultado el 6 de diciembre de 2011.
- Reid, Suzanne Elizabeth (1997). Presenting Ursula Le Guin. Nueva York: Twayne. ISBN 0-8057-4609-9.
- «Ursula K. Le Guin Awards List». Science Fiction Awards Database. Consultado el 31 de octubre de 2015.
- Spivack, Charlotte (1984). Ursula K. Le Guin (primera edición). Boston, Massachusetts: Twayne Publishers. ISBN 0-8057-7393-2.
- Watson, Ian (1975). «Le Guin's Lathe of Heaven and the Role of Dick: The False Reality as Mediator». Science Fiction Studies: 67-75.
- Watson, Ian (1975). «The Forest as Metaphor for Mind: "The Word for World is Forest" and "Vaster Than Empires and More Slow"». Science Fiction Studies 2 (3): 231-237.
- Westfahl, Gary (2009). «All Energy Is Borrowed: A Review of Avatar». Locus Online. Consultado el 30 de julio de 2015.
- White, Donna R. (1999). Dancing With Dragons: Ursula K. Le Guin and the Critics. Columbia, Carolina del Sur: Camden house. ISBN 1-57113-034-9.